# Sobralia
Sobralia is een geslacht van tropische orchideeën uit de onderfamilie Epidendroideae.
De soorten zijn afkomstig uit tropisch Midden- en Zuid-Amerika.
Het zijn planten uit het regenwoud die zeer groot kunnen worden. De bloemen zijn slechts één dag geopend.

## Naamgeving en etymologie
Synoniemen: Cyathoglottis Poepp. & Endl., Fregea Rchb.f., Lindsayella Ames & C.Schweinf.
Het geslacht is vernoemd naar Francisco Sobral, een Spaans natuurkundige en botanicus uit de 18e eeuw.

## Kenmerken
Sobralia-soorten zijn voornamelijk middelgrote tot zeer grote terrestrische orchideeën, maar enkele zijn epifytisch of lithofytisch.
Ze hebben een grasachtige bloemstengel, in hoogte variërend van 30 cm to 4 m, en duidelijk parallel generfde en geplooide lancetvormige bladeren met spitse top langs de gehele stengel, en één of twee efemere (eendaagse) bloemen aan de top.
De bloem is geresupineerd, de kelkbladen en kroonbladen langgerekt en volledig gespreid, de bloemlip uit één stuk of gelobd, en het gynostemium omvattend. Het gynostemium is aan de top gevleugeld. De helmknop draagt acht korrelige pollinia. De bloemen zijn meestal fel en opvallend gekleurd, en variëren van wit over geel, groen, roze, paars, rood, bruin en zelfs blauw, een zeldzame kleur voor orchideeën.
De kortstondige levensduur van de bloemen, meestal niet langer dan één dag, wordt veroorzaakt door een zelfverterend enzym.

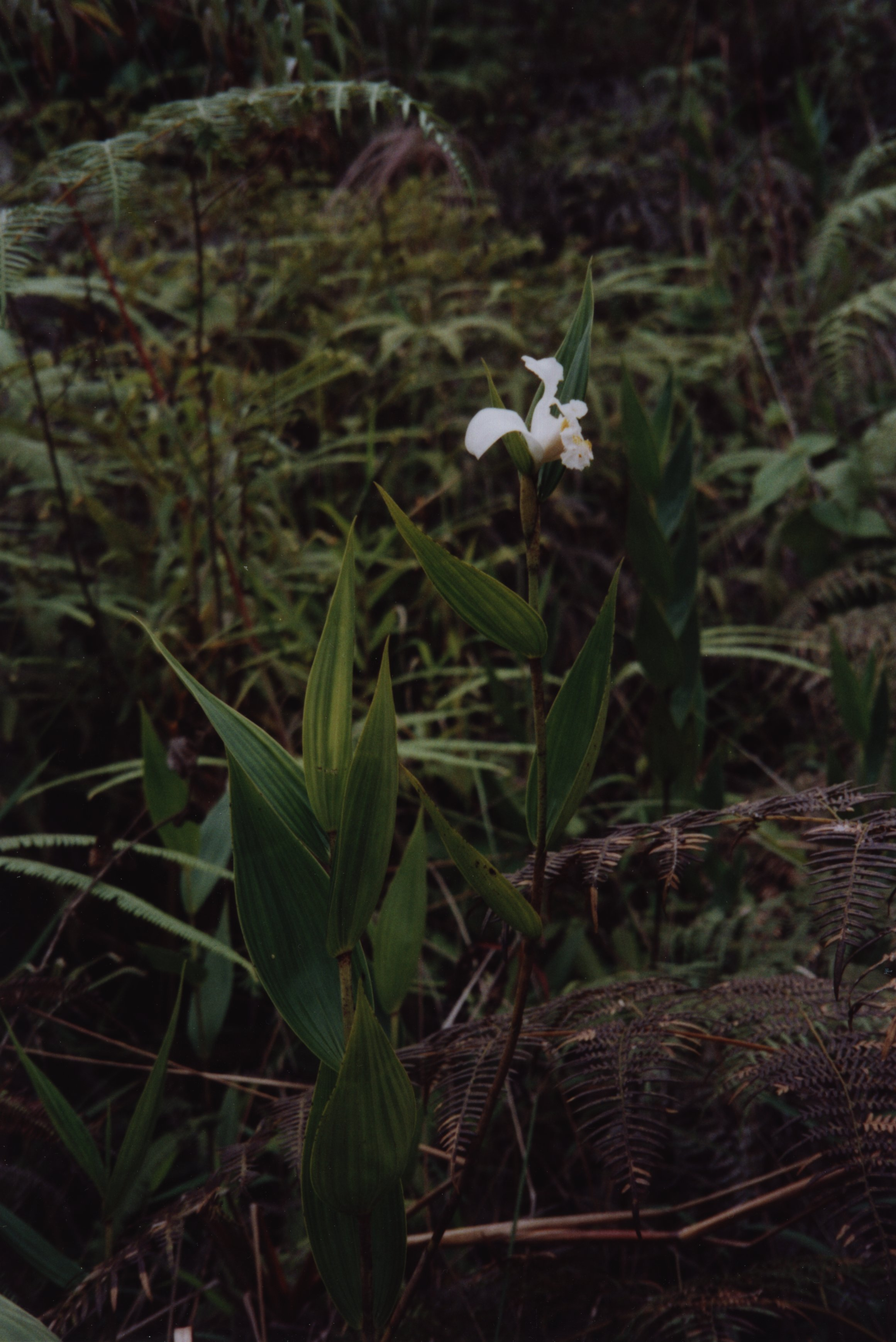
Sobralia-soort in zijn natuurlijke habitat

## Habitat
Sobralia zijn terrestrische, epifytische of lithofytische planten die te vinden zijn regenwouden van zeeniveau tot 3.600 m hoogte.

## Verspreiding
Sobralia komt voor in de subtropische en tropische gebieden van Midden- en Zuid-Amerika, voornamelijk in Mexico, Brazilië, Bolivia, Colombia, Costa Rica, Ecuador, Guatemala, Honduras, El Salvador, Nicaragua, Peru en Venezuela.

## Taxonomie
Dressler plaatste dit geslacht samen met Elleanthus bij de Epidendreae. Ondertussen zijn beide geslachten in een aparte tribus Sobralieae opgenomen. Wat de opsplitsing in twee subtribi betreft laten zelfs de meest recente DNA-onderzoeken uit 2007 nog steeds ruimte voor twijfel, maar houden het voorlopig bij de opdeling zoals hier beschreven.
Het geslacht omvat ongeveer 100 tot 125 soorten. De typesoort is Sobralia dichotoma Ruiz & Pav., 1798

## Afbeeldingen

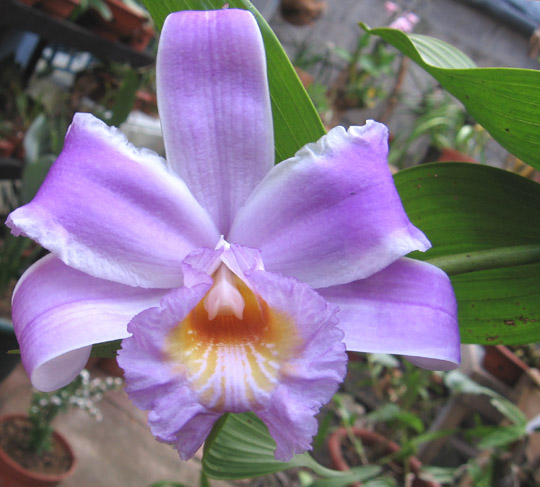
Sobralia decora
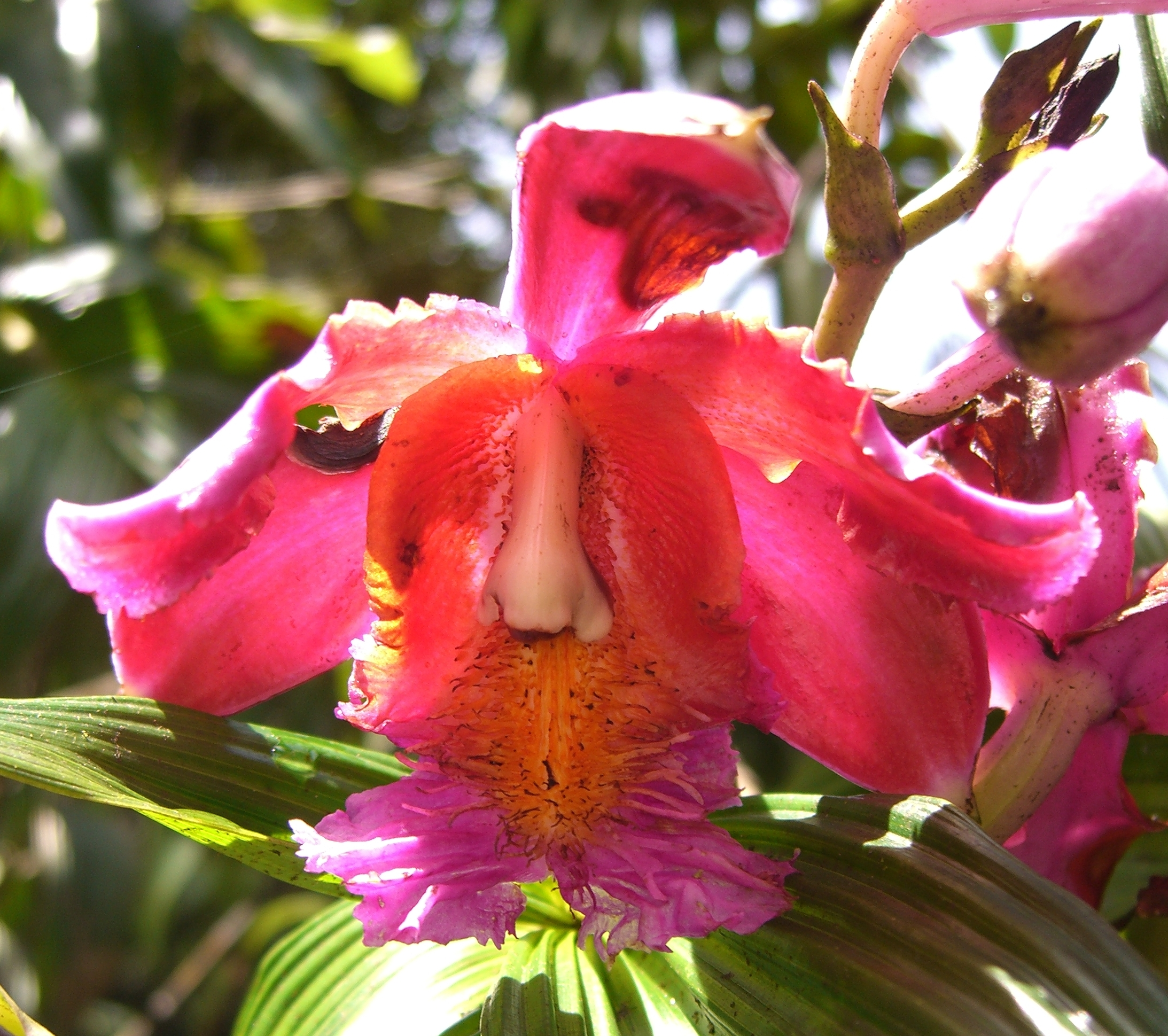
Sobralia dichotoma
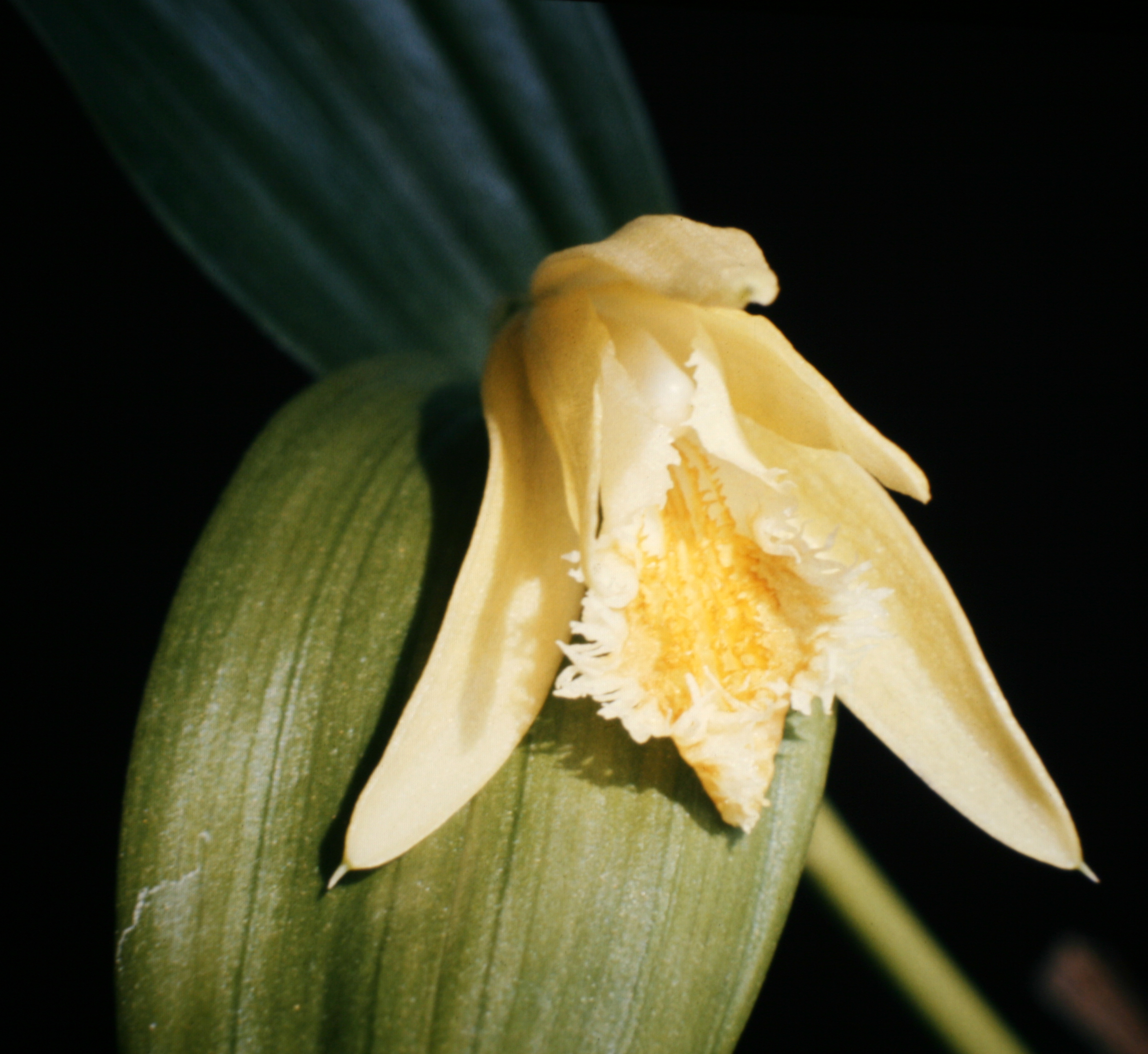
Sobralia fragrans
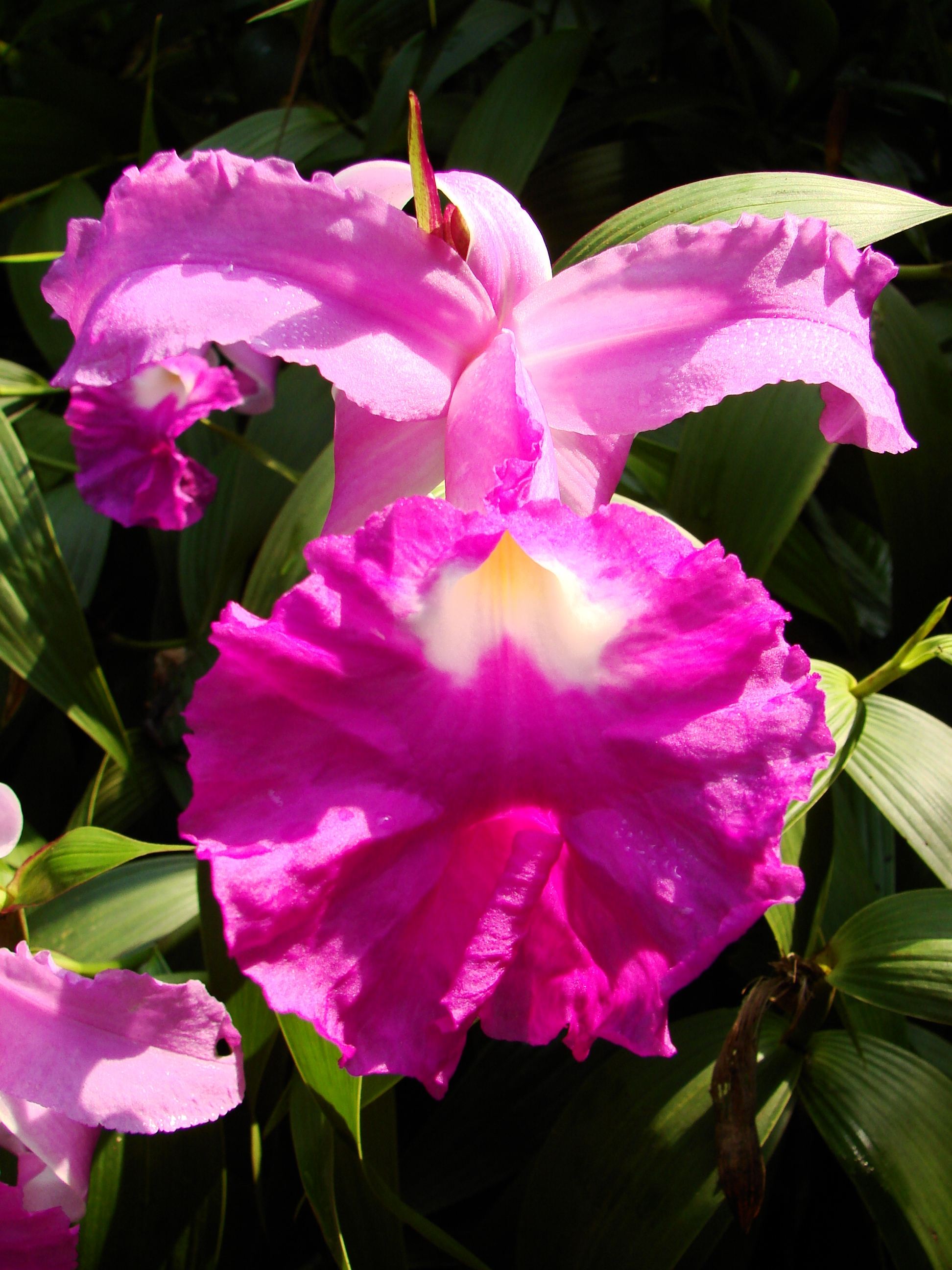
Sobralia macrantha
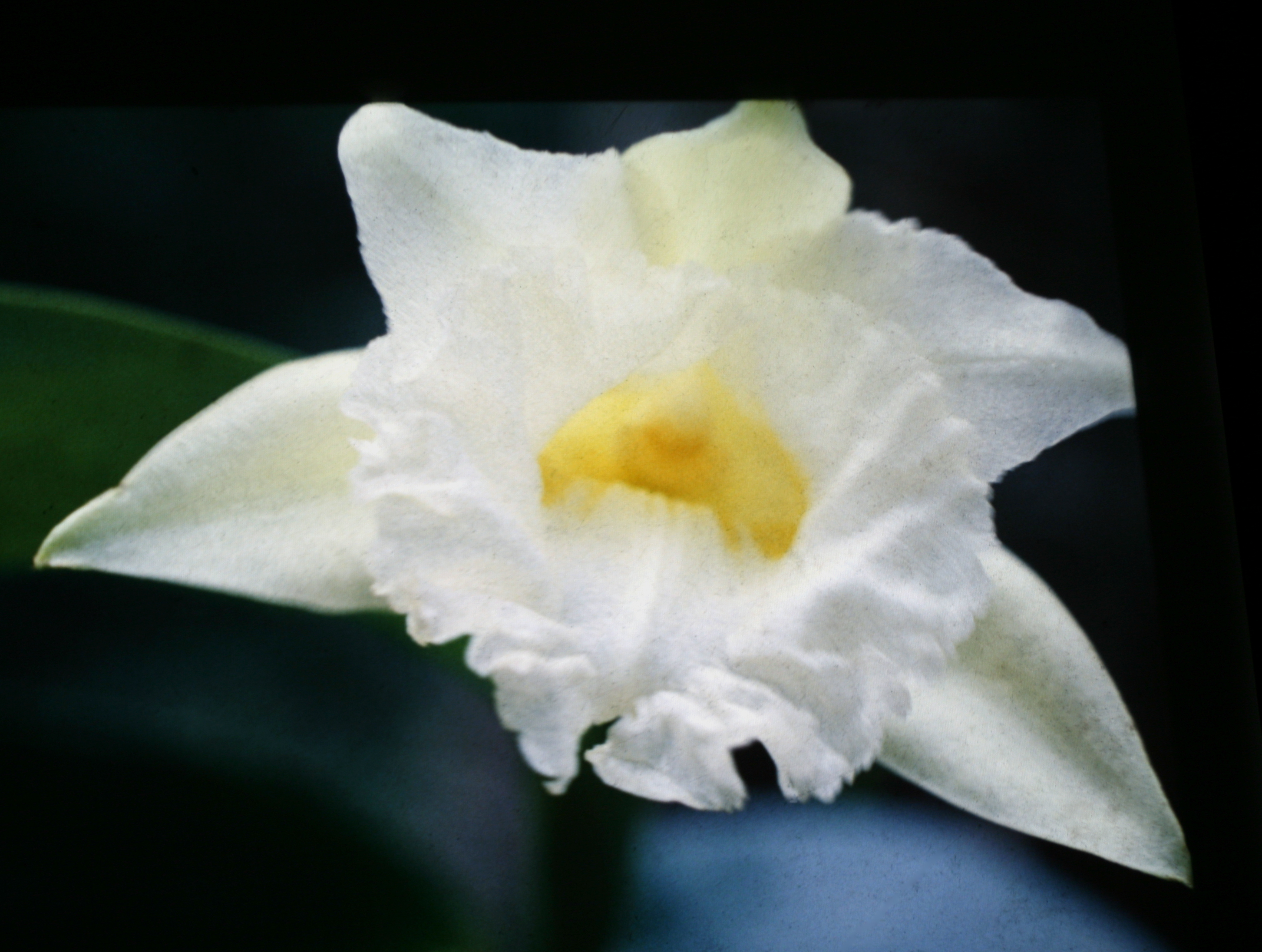
Sobralia macrophylla
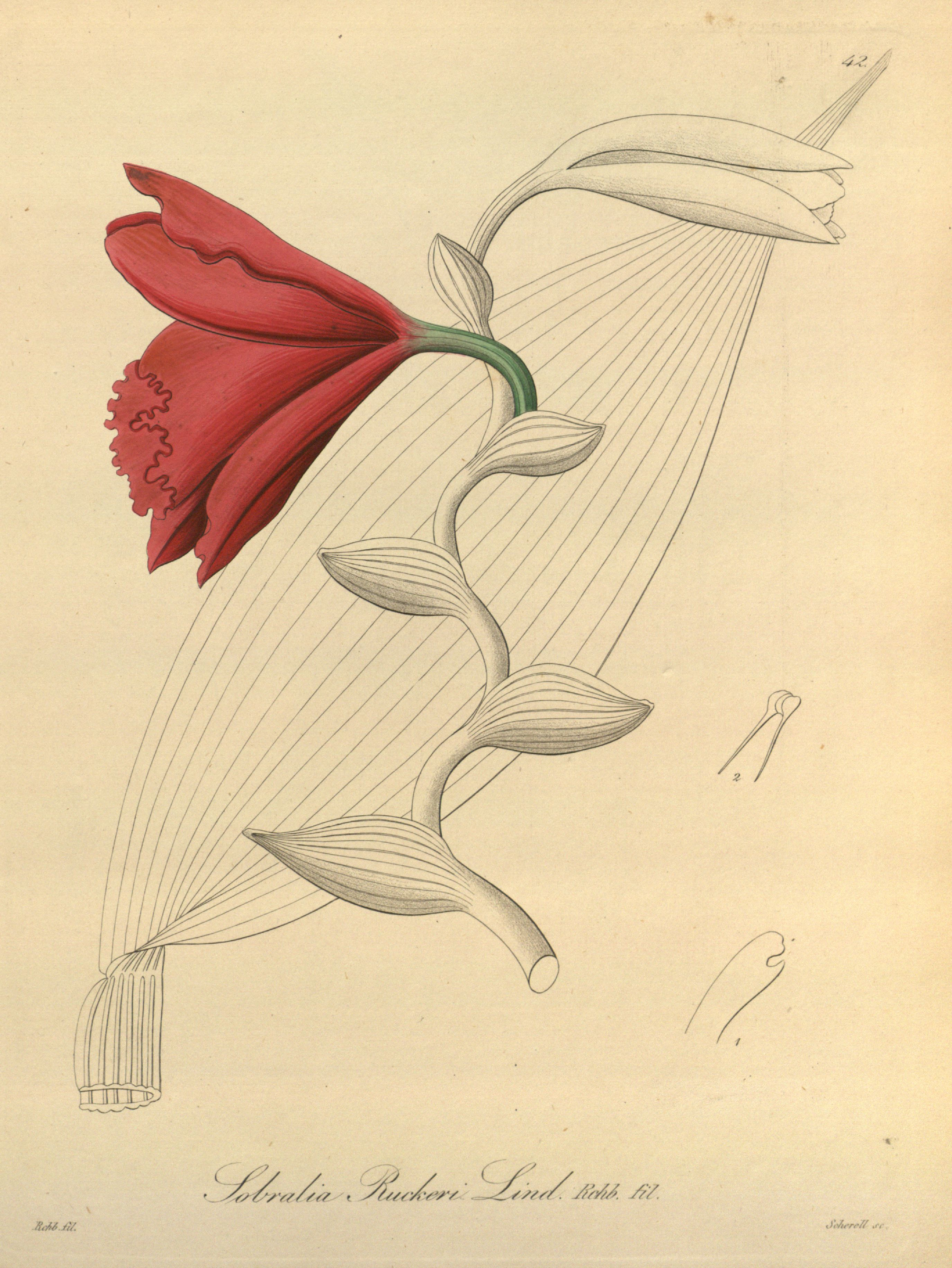
Sobralia ruckeri